# Franz Josef Gottlieb
Pour les articles homonymes, voir Gottlieb.
Franz Josef Gottlieb (1er novembre 1930, Semmering - 23 juillet 2006, Verden) est un réalisateur autrichien.

## Biographie
Franz Josef Gottlieb étudie à l'académie de musique et d'arts du spectacle de Vienne dont il sort diplômé en mise en scène en 1953 et est acteur à l'Akademietheater de Vienne. Il devient assistant réalisateur et réalise en 1960 son premier film Meine Nichte tut das nicht.
Il enchaîne alors les films d'exploitation comme les adaptations des livres d'Edgar Wallace ou les Lederhosenfilm, se mettant à dos les personnes attachées au cinéma d'auteur. On apprécie en lui son observation exacte de l'écriture et du calendrier. Il se fait pourtant licencier lors du tournage de Mission dangereuse au Kurdistan, ce qui se finit par une conciliation.
Ses œuvres les plus connues sont L'Héritage de tante Gertrude ou Zärtliche Chaoten (de).
Il tourne aussi beaucoup la télévision. Il réalise des épisodes de séries telles que Mandara (de), Manni, der Libero (de), Der Landarzt (de), Ein Schloß am Wörthersee, Charly la malice (de).
Franz Josef Gottlieb a été marié pendant 12 ans avec l'actrice Doris Kirchner. Son second mariage se fait en 1974 avec l'actrice norvégienne Elisabeth Krogh. Ils ont ensemble une fille Viktoria Gottlieb qui deviendra actrice. Franz Josef Gottlieb est décédé à l'âge de 75 ans d'une tumeur du cerveau.

## Filmographie

### Réalisateur
- 1959 : Mikosch agent secret (de) (Mikosch im Geheimdienst) (coréalisation avec Franz Marischka)
- 1960 : Meine Nichte tut das nicht
- 1961 : La musique est ma passion (de) (Musik ist Trumpf)
- 1961 : Saison in Salzburg
- 1962 : Christelle et l'empereur
- 1963 : La Malédiction du serpent jaune (de) (Der Fluch der gelben Schlange) (aussi scénario)
- 1963 : Le Crapaud masqué (Der schwarze Abt) (aussi scénario)
- 1963 : Le Secret de la veuve noire (de) (Das Geheimnis der schwarzen Witwe)
- 1964 : Le Fantôme de Soho (de) (Das Phantom von Soho)
- 1964 : La Serrure aux treize secrets (Die Gruft mit dem Rätselschloß) (aussi scénario)
- 1964 : Les Chercheurs d'or de l'Arkansas (Die Goldsucher von Arkansas), coréalisé avec Paul Martin et Alberto Cardone
- 1964 : La Septième Victime (de) (Das siebente Opfer) (aussi scénario)
- 1965 : Mission dangereuse au Kurdistan (Durchs wilde Kurdistan) (aussi scénario)
- 1965 : Au royaume des lions d'argent (Im Reiche des silbernen Löwen) (aussi scénario)
- 1965 : Vacances avec Piroschka (Ferien mit Piroschka)
- 1967 : Monsieur Dynamite (Mister Dynamit – Morgen küßt Euch der Tod) (aussi scénario)
- 1967 : Le Miracle de l'amour (de) (Oswalt Kolle: Das Wunder der Liebe)
- 1968 : Le Mariage parfait (de) (Van de Velde: Die vollkommene Ehe)
- 1969 : Les Cancres des premiers bancs (Klassenkeile)
- 1969 : Pour le meilleur et pour le pire (de) (Van de Velde: Das Leben zu zweit – Die Sexualität in der Ehe)
- 1969 : Couple marié cherche couple marié (de) (Ehepaar sucht gleichgesinntes) (aussi scénario)
- 1969 : Laissez-vous croquer, petites chattes (de) (Hänsel und Gretel verliefen sich im Wald) (aussi scénario)
- 1970 : Les folles sont là (de) (Wenn die tollen Tanten kommen)
- 1970 : Idylle en plein vol (de) (Wenn du bei mir bist)
- 1971 : La Guigne l'emporte (Das haut den stärksten Zwilling um)
- 1971 : L'Héritage de tante Gertrude (Tante Trude aus Buxtehude)
- 1971 : Wir hau'n den Hauswirt in die Pfanne (de)
- 1971 : Les Fameuses tantes attaquent (de) (Die tollen Tanten schlagen zu)
- 1971 : Au secours la famille arrive ! (de) (Hilfe, die Verwandten kommen)
- 1971 : Rudi, benimm dich! (de)
- 1972 : Jeux d'amour chez les jeunes filles (de) (Liebesspiele junger Mädchen) (aussi scénario)
- 1972 : Une conduite peu satisfaisante (de) (Die Lümmel von der ersten Bank 7. Teil — Betragen ungenügend!)
- 1972 : Un tourbillon autour de Trixie (de) (Trubel um Trixie)
- 1973 : Crazy – total verrückt
- 1974 : Au Tyrol, l'amour est roi (de) (Auf der Alm, da gibt's koa Sünd)
- 1975 : Le Porteur de secrets (de) (Der Geheimnisträger)
- 1975 : Lady Dracula
- 1976 : Tiroler Lüfte
- 1977 : C'est à vous tout ça ? (de) ( Freude am fliegen)
- 1978 : Hurra, die Schwedinnen sind da (de)
- 1978 : Trop chaud pour les jeans (Popcorn und Himbeereis)
- 1979 : Des vacances inoubliables (de) (Sunnyboy und Sugarbaby)
- 1980 : Zärtlich aber frech wie Oskar
- 1982 : Manni, der Libero (de) (Série TV)
- 1983 : Mandara (de) (Série TV)
- 1984 : Ravioli (Série TV)
- 1984 : Heiße Wickel – kalte Güsse (Série TV)
- 1986 : Vicky und Nicky (TV)
- 1986 : Das Geheimnis von Lismore Castle (TV)
- 1986 : Dans la chaleur de la jungle (de) (Der Stein des Todes)
- 1986 : Médecins de nuit
- 1987 : Mrs. Harris – Der geschmuggelte Henry (TV)
- 1987 : Hexenschuß (TV)
- 1987 : Zärtliche Chaoten (de)
- 1987 : Mrs. Harris fährt nach Moskau (TV)
- 1988 : Tagebuch für einen Mörder (TV)
- 1988 : Spätes Glück nicht ausgeschlossen (TV, aussi scénario)
- 1988 : Trouble im Penthouse (TV)
- 1988 : Nordlichter (Série TV, aussi scénario)
- 1989 : Jede Menge Schmidt (TV)
- 1989 : Mrs. Harris fährt nach Monte Carlo (TV)
- 1989 : Geld macht nicht glücklich (TV)
- 1989 : Keine Gondel für die Leiche (TV)
- 1989 : Killer kennen keine Furcht (TV)
- 1989 : Drunter und drüber (TV)
- 1989 : Der Landarzt (de) (Série TV)
- 1990 : Kartoffeln mit Stippe (TV)
- 1990–91 : Ein Schloß am Wörthersee (Série TV)
- 1991 : Mrs. Harris und der Heiratsschwindler (TV)
- 1994 : Hallo, Onkel Doc! (de) (Série TV)
- 1992 : Mit dem Herzen einer Mutter (TV)
- 1993 : Salto postale (Série TV)
- 1994 : Der Nelkenkönig (Série TV)
- 1994 : Elbflorenz (Série TV)
- 1995 : Ein Ende kann ein neuer Anfang sein (Série TV)
- 1996 : Mona M. – Mit den Waffen einer Frau (Série TV)
- 1998 : Salto kommunale (Série TV)
- 2005 : Pour l'amour du ciel (TV)
- 2005 : Charly la malice (de) (Série TV)

### Producteur
- 1968 : Luana, fille de la jungle (Luana la figlia delle foresta vergine) de Roberto Infascelli